# Цар лъв 2: Гордостта на Симба
„Цар Лъв 2: Гордостта на Симба“ (на английски: The Lion King II: Simba's Pride) е продължение на анимационния филм от 1994 г. „Цар Лъв“.

## Сюжет
Историята започва в лъвските земи, където Киара новородената дъщеря Симба и Нала, е представена на събраните животни от Рафики и Зазу, който служи като съветник. Бащата на Симба, Муфаса с гордост наблюдава церемонията от небесата по-горе. Киара се дразни от свръх защитата на баща си. Симба казва на Тимон и Пумба, да я последват и наблюдават. След като влезе в забранените „Външни земи“, Киара среща младо лъвче на име Кову, и те са нападнати от крокодили. Те избягват, като използват екипната работа, а Киара дори спасява Кову в един момент. Когато Кову тъкмо започва да играе с Киара, Симба се сблъсква с младото момче, точно както се сблъсква със Зира, майката на Кову и лидера на аутсайдерите. Зира напомня на Симба как е изгонил нея и другите последователи на Скар.
След завръщането си в лъвските земи, Нала и останалата част от прайда се отправят към Лъвската Скала, докато Симба обяснява на Киара, че Аутсайдерите представляват опасност и трябва да внимава. След това той ѝ казва, че те са част един от друг. Във външните земи, Зира напомня на Кову, че Симба е убил Скар и заточил всички, които го уважават. Кову обяснява, че не смята, че е толкова лошо да е приятел с Киара, но Зира осъзнава, че може да използва приятелството на Кову с Киара, за да търси отмъщение на Симба.
Няколко години по-късно Киара, вече млада лъвица, започва първия си самостоятелен лов. Симба кара Тимон и Пумба да я следват и наблюдават тайно. Като част от плана на Зира, братът и сестрата на Кову, Нука и Витани предизвикват пожар в саваните, а Кову трябва да спаси Киара от огнения капан. Симба е принуден да приеме Кову в лъвските земи, тъй като той спасява Киара. По-късно същата нощ Симба има кошмар за опит да спаси Муфаса да не падне върху стадото антилопи гну, но е спрян от Скар, който след това се превръща в Кову и изпраща Симба към смъртта.
Кову обмисля да атакува Симба, но  е прекъснат от Киара и започва да прекарва повече време с нея. Кову е изправен пред труден избор между мисията си и чувствата си към Киара, докато Рафики ги води в джунглата, където ги въвежда в „люпенди“ (което в суахили означава „любов“), помагайки на двата лъва да се влюбят. Същата нощ Симба позволява на Кову да спи вътре в лъвската скала с останалия прайд, след като Нала го е насърчила да даде шанс на Кову. Научавайки за неуспеха на Кову да убие Симба, Зира залага капан за тях.
На следващия ден Кову за пореден път се опитва да обясни мисията си на Киара, но Симба казва: „Киара, не искам да говориш с него... Аз ще говоря с него“ след което той развежда Кову около лъвските земи и му разказва историята на Скар. След това аутсайдерите атакуват Симба. Това действие води до смъртта на Нука и бягството на Симба. Впоследствие Зира до такава степен се ядосва, че одрасква окото на Кову защото смята, че той е виновен за смъртта на брат си. Кову се връща в Лъвската скала, за да моли Симба за прошка, но е отпратен в заточение. Киара кара Симба да осъзнае, че се държи ирационално, и бяга да намери Кову. По-късно двата лъва се намират и изповядват любовта си. Осъзнавайки, че трябва да обединят двата прайда, Киара и Кову се връщат в лъвските земи и ги убеждават да спрат да се бият. Зира обаче се опитва да убие Симба, но Киара се намесва и Зира умира падайки в прииждащата река.
С изчезналия си враг Симба приема аутсайдерите обратно в лъвските земи и назначава Кову и Киара за свои наследници.

## Синхорнен дублаж
| Симба          | Петър Салчев                                           |                 |                |
| Малката Киара  | Цвета Колева                                           |                 |                |
| Киара          | Богдана Трифонова (диалог) Венцислава Стоилова (вокал) |                 |                |
| Малкият Кову   | Илиан Михайлов                                         |                 |                |
| Кову           | Станимир Гъмов (диалог) Венцислав Димов (вокал)        |                 |                |
| Зира           | Нели Монеджикова                                       |                 |                |
| Нука           | Даниел Ангелов                                         |                 |                |
| Нала           | Петя Абаджиева                                         |                 |                |
| Тимон          | Георги Стоянов                                         |                 |                |
| Пумба          | Георги Спасов                                          |                 |                |
| Рафики         | Пламен Сираков                                         |                 |                |
| Малката Витани | Нона Станчева                                          |                 |                |
| Витани         | Ралица Бакалова                                        |                 |                |
| Муфаса         | Мариус Донкин                                          |                 |                |
| Зазу           | Веселин Ранков                                         | Скар (кошмарът) | Николай Урумов |

### Хор
| Николай Урумов   |
| Яница Митева     |
| Василка Сугарева |
| Николай Пърлев   |
| Орлин Павлов     |
| Явор Каров       |

### Песни
| Песен                 | Изпълнява |
| --------------------- | --- |
| Живее той в теб и мен | Борис Солтарийски Антоанета Георгиева Пламен Сираков                                                                                            |
| Винаги ще сме там     | Петър Салчев Цвета Колева |
| Спи спокойно ти       | Нели Монеджикова Нона Станчева Даниел Ангелов                                                                                                   |
| Юпенди                | Венцислава Стоилова Венцислав Димов Пламен Сираков                                                                                              |
| Част от нас           | Анна Йонева Ани Лозанова Антоанета Георгиева Ася Драмсъзова Венцислава Стоилова Емилия Иванова Атанас Сребрев Борис Солтарийски Ненчо Балабанов |
| Има път за нас        | Венцислава Стоилова Владимир Димов |

### Българска версия
| Обработка                       | Александра Аудио (2004)                 |
| ------------------------------- | --------------------------------------- |
| Режисьор на дублажа             | Василка Сугарева                        |
| Превод                          | Венета Янкова                           |
| Музикален режисьор              | Десислава Софранова                     |
| Музикален асистент              | Цветомира Михайлова                     |
| Превод на песните               | Десислава Софранова Цветомира Михайлова |
| Тонрежисьор на записа           | Петър Костов                            |
| Творчески ръководител           | Венета Янкова                           |
| Продуцент на българската версия | Disney Character Voices International   |